# Camel Reproduction Centre Dubai
Das Camel Reproduction Centre in Nakhali in Dubai ist ein Forschungszentrum für Kamelreproduktion.
Gegründet wurde das Zentrum 1989 von Mohammed bin Rashid Al Maktoum, dem Premierminister und Vizepräsident der Vereinigten Arabischen Emirate und Emir von Dubai. Bekanntheit erlangte das Zentrum, als die Institutsleiterin Dr. Skidmore die Geburt des ersten geklonten Kamels bekannt gab. Das Kamelkälbchen Injaz wurde am 8. April 2009 dort als Klon einer 2005 geschlachteten Stute geboren. 